# Luftverkehr Friesland-Harle
Luftverkehr Friesland-Harle é uma empresa da Alemanha que fora fundada em 1983. A empresa está localizada em Harle, na Alemanha.